# Anna Werchota
Anna „Nandl“ Werchota (* 18. August 1853 in Kaisersberg bei Sankt Stefan ob Leoben; † 28. April 1932 in Wien) war eine österreichische Mundartdichterin und Sekretariatsbeamtin bei den k.k. Staatsbahnen.

## Leben
Anna Werchota wurde am 18. August 1853 als Tochter eines Rentbeamten und dessen Gattin Anna Werchota (* 15. August 1824; † 11. April 1866) im Schloss Kaisersberg in Kaisersberg bei Sankt Stefan ob Leoben geboren. Einige Jahre später wurde der Vater nach Schloss Greifenberg in der Hinterradmer (Radmer an der Hasel) versetzt. Anna Werchota kam zu einer Freundin der Familie nach Leoben, wo sie unter anderem die vierklassige Volksschule und danach die Nähschule besuchte. Sie wuchs teilweise in Leoben und teilweise in der Gegend um Radmer auf. Als sie knapp 13 Jahre alt war, starb ihre Mutter; ihre Pflegemutter in Leoben starb, als Anna Werchota 16 Jahre alt war. Im Jahre 1869 schien der Vater als Rentmeister von Straden auf. Nach dem Tod der Mutter und der Pflegemutter, sowie dem Pensionsantritt des Vaters wurden die acht Kinder der Familie, die allesamt eine nur mangelhafte Erziehung genossen, in alle Richtungen zerstreut, wobei es für Anna zuerst nach Graz und dann nach Wien ging. Ohne Sprach- und Musikkenntnisse arbeitete sie dort unter ärmsten Verhältnissen als Handarbeiterin und Kindererzieherin. Nach Jahren der Armut, in der sie aus eigener Kraft versuchte, sich eine höhere Bildung anzueignen, versuchte sie sich erstmals mit Dichtung in hochdeutscher Sprache. Diese Versuche brachten jedoch nur wenig Erfolg ein. Weitaus größere Erfolge brachten ihre im steirischen Dialekt verfassten Erzählungen, die in der Zeitschrift An der Schönen Blauen Donau veröffentlicht wurden, ein. Mit Hilfe eines in Wien lebenden gebürtigen Grazers und dem Verein deutscher Steirer in Wien wurde Werchota aus der Armut geholfen. In den folgenden Jahren entwickelte sie sich zu einer vielbeschäftigten Volksdichterin.
Zu ihren Werken zählen unter anderem G’schicht’n aus’n Grob’n aussa (1890), Was d’Nandl erzählt. G’schicht’n und G’sangln in obersteirischer Mundart (1900) oder Die schöne Ploni und andere Geschichten in obersteirischer Mundart (1913). Mit ihrem Erstlingswerk G’schicht’n aus’n Grob’n aussa, das über den Grazer Leykam-Verlag veröffentlicht wurde und das sie der Erzherzogin Marie Valerie gewidmet hatte, erlangte sie eine noch größere Bekanntheit, als sie es wie bisher mit ihren Veröffentlichungen in der Zeitschrift An der Schönen Blauen Donau getan hatte. Von Kaiser Franz Joseph I. wurde sie in der Folge mit einem namhaften Ehrengeschenk – einem als „Druckkostenbeitrag“ bezeichneten Betrag von 200 Gulden – ausgezeichnet. Von Kritikern wurden ihre Werke gar mit denen eines Adalbert Stifter verglichen. Auch die österreichische Presse übte durchwegs positive Kritik an dem Werk, das aus Erzählungen, Sagen und Gedichten, darunter zahlreiche Vierzeiler, bestand. Nachdem sie davor nahezu ausschließlich in einschlägigen Zeitschriften veröffentlicht hatte, wurden ihre Werke ab 1890 erstmals auch in großen Tageszeitungen, wie der Presse, abgedruckt. In den folgenden Jahren wurde zahlreiche weitere Werke veröffentlicht bzw. in Zeitschriften und Zeitungen abgedruckt. Im Jahre 1893 war Werchota unter anderem im Grazer Schreibkalender, der im 110. Jahrgang veröffentlicht wurde, mit einem Beitrag vertreten.
Des Weiteren trat sie des Öfteren auch öffentlich in Erscheinung; etwa beim ersten Wiener Autorinnenabend des Vereines für erweiterte Frauenbildung in Wien. Zehn Jahre nach ihrem Erstlingswerk, das über den Grazer Leykam-Verlag erschienen war, folgte im Jahre 1900 die Sammlung Was d’Nandl erzählt. G’schicht’n und G’sangln in obersteirischer Mundart, die über den Carl Gerold’s Sohn Verlag erschien. Heimatdichter Peter Rosegger beschrieb das Buch in seiner Monatszeitschrift Roseggers Heimgarten, Zeitschrift für das deutsche Haus wie folgt: „Die Obersteirer können mit diesem Büchlein eine Freude haben. Der Kenner unserer Älpler wird beim Lesen oft beistimmend den Kopf neigen und murmeln: „Wahr und echt!““. Bei der 18. Generalversammlung des Vereins der Schriftstellerinnen und Künstlerinnen in Wien wurde Werchota im Frühjahr 1903 in den Vorstand gewählt. Ein Jahr später wurde sie anlässlich der 19. Generalversammlung als Vorstandsmitglied wiedergewählt. Im Mai 1905, als Werchota unter anderem an den Feierlichkeiten zu Friedrich Schillers 100. Todestages vor dessen Denkmal in Wien mitgewirkt hatte, wurde sie ein weiteres Mal in den Vorstand des Vereins der Schriftstellerinnen und Künstlerinnen wiedergewählt. Ebenfalls 1906, in dem sie als Beirätin auch in die Deutsche Kernstock-Gesellschaft gewählt worden war, folgte ihre Wiederwahl. Bei der 24. Generalversammlung im Jahre 1909 erfolgte die abermalige Wiederwahl; es kann davon ausgegangen werden, dass sie auch in der Zwischenzeit immer Vorstandsmitglied war. Auch in den nachfolgenden Jahren 1910/11, 1911/12 und 1912/13 scheint die gebürtige Obersteirerin in der Vereinsleitung auf. Als im Frühjahr 1908 über den Verlag von Max Pock in Graz das Lied Mein Steirerlond! (für eine Singstimme mit Klavier- oder Zitherbegleitung) veröffentlicht worden war, wurde Nandl Werchota als Verfasserin des Textes vorgestellt; die musikalische Bearbeitung war von Franz Blümel übernommen worden.
Über den Verlag von Paul Knepler, der erst zwei Jahre zuvor seine Tätigkeit als Verleger aufgenommen hatte, veröffentlichte Werchota im Jahre 1913 ihr drittes Buch; der Titel: Die schöne Ploni und andere Geschichten in obersteirischer Mundart. In den Jahren danach wurde es weitgehend ruhig um Werchota, die jedoch weiterhin öffentlich in Erscheinung trat. In den Jahren 1913/14, 1914/15, 1915/16, 1916/17, 1917/18, 1918/19 schien sie noch in der Leitung des Vereins der Schriftstellerinnen und Künstlerinnen auf. Bei der 34. Generalversammlung des Vereins am 30. April 1919 wurde das Ausscheiden Werchotas aus dem Vereinsvorstand bekanntgegeben; neben ihr schieden an diesem Tag auch die beiden Malerinnen Bertha von Tarnóczy und Mina Hoegel aus dem Vorstand aus. 1925 war sie mit Beiträgen an Eduard Stephans zweibändigen Heimatbuch Der steirische Erzberg und seine Umgebung. vertreten.
Mit den ersten Erfolgen als Dichterin reichte es auch für eine berufliche Karriere als Sekretariatsbeamtin bei der Generaldirektion der k.k. Staatsbahnen in Wien, wo sie ab 1890 vor allem im Administrationsgebäude, dem später als „Blaues Haus“ bekannten und 2019 abgerissenen Komplex, am Wiener Westbahnhof tätig war. Hier war sie unter anderem bei dem im Gebäude beherbergten Historischen Museum der k. k. österreichischen Staatsbahnen angestellt. Zu Beamtin stieg sie erst im Jahre 1896 auf, was anlässlich der Bekanntgabe ihres 25-jährigen Jubiläums in der Kleinen Zeitung im August 1921 hervorging. Am 28. April 1932 starb Nandl Werchota, die bis zu ihrem Tod in Wien gelebt hatte und unverheiratet geblieben war, nach längerem Leiden im Alter von 78 Jahren. Noch im gleichen Jahr ihres Todes wurde Werchota zu Ehren in Radmer eine Gedenktafel feierlich enthüllt. Anlässlich ihres 95. Geburtstages gedachte die Obersteirische Volkszeitung im Jahre 1948 der aus der Obersteiermark stammenden Mundartdichterin. Ein Splitternachlass Werchotas mit diversen Gedichten in obersteirischer Mundart und mit 53 aquarellierten Federzeichnungen der Verfasserin befindet sich heute (Stand: 2020) in der Steiermärkischen Landesbibliothek in Graz.

## Werke (Auswahl)
- 1887: Ban Schwoagbauan (Aus’n Murthol)[32]
- 1888: ’s Schwoag’ngeahn. Erzählungen aus Radmer[33]
- 1888: Kaiser auf der Jagd[34]
- 1889: Blüthel aus Obersteier. D’Schneelahn[35]
- 1889: D’Weiberpeitschn[36]
- 1889: D’Einquartierung[37]
- 1890: G’schicht’n aus’n Grob’n aussa; darin u. a.:
  - Radmer hoaßt er, und a so schaut er aus – da Grobn[2]
  - Da Kaisa af da Jagd[2]
  - Da erschti Briaf[6]
  - Da Rachfongkihra[6]
  - D’Schneelahn[6]
  - Die Hulzknechthüttn[7]
  - Wia’s großi Sterbn wor[7]
- 1890: Der Hulzknecht Sepp.[8]
- 1891: Allerseel’n.[38]
- 1891: ’s Fruihjohr.[39]
- 1892: Afn Johnbacha Kirta.[40]
- 1892: Juchhe, liabi Londsleut![41]
- 1892: Es därft nöt sein.[42]
- 1894: Wia die Sess don nou zan an Monn kämm is.[43]
- 1894: Verhext.[44][45]
- 1895: Und zan groth’n sans halt doh nöt.[46]
- 1895: D’Schulkamerad’n.[47]
- 1895: Wia mei olt’ Nochbarin zan an neugn’n Reg’ndoch is kämm.[48][49]
- 1897: Radmer an da Hasel.[50]
- 1897: Da Teufl von Gstift Admont.[51]
- 1897: Af da Treibjogd.[52]
- 1899: A Schneid soll der Mann hab’n.[53]
- 1899: D’Schoagarin Viktl.[54]
- 1899: Wann a Dirndl z’vül hoagli is.[54]
- 1899: A Auferstehungg’schicht.[55]
- 1900: Was d’Nandl erzählt. G’schicht’n und G’sangln in obersteirischer Mundart; darin u. a.:
  - Zwoa Radmerer in da Weanastodt.[56]
- 1902: I bin halt die Nandl…[57]
- 1904: Der longi Diktl.[58]
- 1906: Stoasteirisch.[59]
- 1913: Die schöne Ploni und andere Geschichten in obersteirischer Mundart; darin u. a.:
  - Summa- und Winterschultag afn Land vor 50 Jahren.[24]
  - Die schöne Ploni.[24]
  - ’s wüldi Wetter.[24]
- Schau, schau, na wia’s Wasserl vom Berg abaschießt[60]
- Wöllt’s wiss’n, wer i bin?[60]
- Schaut’s na mein Diandl an![60]
- Da Moah in Stoankölla[60]
- Da Winta[60]
- A Bua ohni Schneid is koan’ Dirndl a Freud.[61]
- Beim Kühhalt’n.[62]